# Startforth
Startforth est un village anglais dans les Pennines, au sud-ouest de Barnard Castle sur la rive opposée de la Tees.